# Lãnh thổ Nam Cực thuộc Anh
Lãnh thổ châu Nam Cực thuộc Anh (Tiếng Anh: British Antarctic Territory) là một phần của Châu Nam Cực bị đòi chủ quyền bởi Anh Quốc và là một trong 14 lãnh thổ hải ngoại của Anh. Lãnh thổ này bao gồm khu vực nằm phía nam vĩ độ 60°Nam và nằm giữa kinh độ 20°Tây và 80°Tây, kéo dài cho đến Nam Cực. Lãnh thổ này được thành lập ngày 3 tháng 3 năm 1962. Từ khi Hiệp ước Nam Cực có hiệu lực năm 1961, Điều 1 nêu rõ "Hiệp ước không công nhận, tranh cãi hay xác lập bất cứ yêu cầu chủ quyền lãnh thổ nào, sẽ không có yêu cầu lãnh thổ nào được xác nhận khi hiệp ước còn hiệu lực", hầu hết các quốc gia trên thế giới không công nhận những đòi hỏi lãnh thổ ở Nam Cực của bất cứ quốc gia nào.
Vùng lãnh thổ này nằm trùng với những đòi hỏi chủ quyền lãnh thổ Nam Cực của Argentina (Nam Cực Argentine) và Chile (tỉnh Chilena Nam Cực). Chỉ có những đoàn nghiên cứu hay các trạm hỗ trợ sống tại khu vực này. Lãnh thổ này không có người bản địa.

## Lịch sử
Vương quốc Anh đã luôn có sự hiện diện ở Nam Đại Tây Dương kể từ năm 1833 khi nước này khẳng định lại chủ quyền đối với Quần đảo Falkland. Năm 1908, Vương quốc Anh mở rộng yêu sách lãnh thổ của mình bằng cách tuyên bố chủ quyền đối với các quần đảo "Nam Georgia, Nam Orkneys, Nam Shetlands, Sandwich và Graham Land, nằm ở Nam Đại Tây Dương và trên lục địa Nam Cực ở phía nam của vĩ tuyến 50 Nam, và nằm giữa kinh tuyến 20 và 80 Tây ". Tất cả các lãnh thổ này là quản lý với tư cách là Lãnh thổ phụ thuộc Quần đảo Falkland từ Stanley bởi Thống đốc Quần đảo Falkland.
Năm 1917, từ ngữ của yêu sách đã được sửa đổi, nằm mục đích một cách rõ ràng bao gồm tất cả các lãnh thổ trong khu vực trải dài đến Nam Cực (do đó bao gồm tất cả Lãnh thổ Nam Cực thuộc Anh ngày nay). Yêu sách mới bao gồm "tất cả các đảo và vùng lãnh thổ nằm giữa kinh tuyến 20 Tây và kinh tuyến 50 Tây nằm ở phía nam vĩ tuyến 50 Nam; và tất cả các đảo và vùng lãnh thổ nào giữa kinh tuyến 50 và 80 Tây nằm ở phía nam vĩ tuyến 58 Nam ".
Anh Quốc cũng tuyên bố chủ quyền với Victoria Land vào năm 1841 và Enderby Land vào năm 1930. Tuy nhiên, tất cả các lãnh thổ giữa 160° Đông và 45° Đông đã được chuyển cho Úc vào năm 1933.
Năm 1943, ở đỉnh điểm của Thế chiến thứ II, Anh Quốc đã thực hiện một chiến dịch quân sự được gọi là Chiến dịch Tabarin để cung cấp thông tin trinh sát và khí tượng ở Nam Đại Tây Dương. Dự án thời chiến "bí mật" này đã trở thành Khảo sát phụ thuộc quần đảo Falkland dân sự và sau đó là Tổ chức Khảo sát Nam Cực của Anh (BAS). BAS chịu trách nhiệm cho hầu hết các nghiên cứu khoa học của Anh Quốc tại Nam Cực. Vào những năm 1950, Hiệp ước Nam Cực đã được đàm phán để phi quân sự hóa khu vực và giữ lại Nam Cực - được định nghĩa là tất cả các thềm đất và băng ở phía nam vĩ tuyến 60 Nam - cho mục đích nghiên cứu hòa bình. Hiệp ước đã được thông qua vào năm 1961.

## Sự công nhận
Hiệp ước Nam Cực, được ký bởi tất cả các nguyên đơn khu vực có liên quan, không công nhận hoặc có tranh cãi về bất kỳ tuyên bố chủ quyền lãnh thổ nào, vấn đề này thuộc về các bên ký kết riêng lẻ. Hầu hết các quốc gia trên thế giới không công nhận bất kỳ tuyên bố chủ quyền của quốc gia nào đối với Nam Cực. Úc, Pháp, New Zealand, Na Uy và Anh Quốc, tất cả những quốc gia có yêu sách lãnh thổ trên lục địa, cùng thừa nhận các yêu sách chủ quyền của nhau. Argentina và Chile tranh chấp với Anh yêu cầu chủ quyền và đưa ra các yêu sách phản lại của riêng họ chồng lấn lên cả Anh và chính họ (xem Lãnh thổ châu Nam Cực thuộc Argentina và Lãnh thổ châu Nam Cực thuộc Chile).

## Địa lý

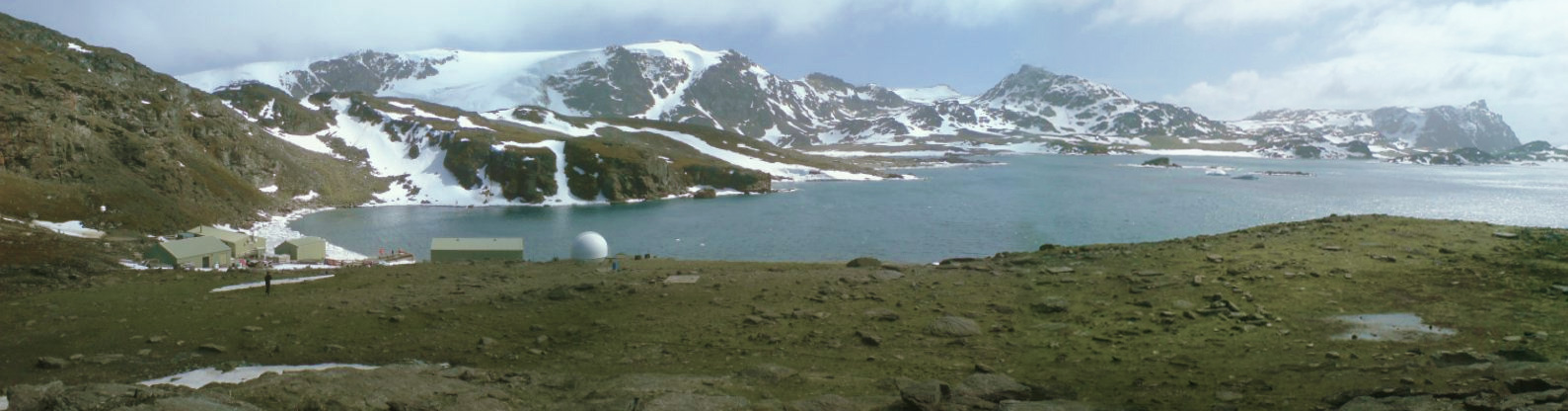
Toàn cảnh của Trạm nghiên cứu Signy, Quần đảo Nam Orkney

Bản đồ Lãnh thổ Nam Cực thuộc Anh

### Địa hình
Lãnh thổ Nam Cực của Anh bao gồm Bán đảo Nam Cực, Quần đảo Nam Shetland, Quần đảo Nam Orkney và nhiều hòn đảo ngoài khơi khác, Thềm băng Ronne (Biển Weddell), các phần của Coats Land. Một vùng hình tam giác 437.000 kilômét vuông (169.000 dặm vuông Anh) tại trung tâm Nam Cực hội tụ vè Nam Cực đã được đặt tên là Queen Elizabeth Land vào tháng 12 năm 2012, để vinh danh Diamond Jubilee của Elizabeth II.
Hơn 99% bề mặt đất của lãnh thổ được bao phủ bởi một tảng băng vĩnh cửu, dày tới khoảng 5.000 mét (16.000 ft). Đỉnh cao nhất được cho là Đỉnh Jackson, trên Bán đảo Nam Cực, cao 3.184 mét (10.446 ft). Tuy nhiên, vào năm 2017 Đỉnh Hope đã được tính là cao hơn tại 3.239 mét (10.627 ft).

### Thảm thực vật
Có rất ít thực vật ở Lãnh thổ châu Nam Cực thuộc Anh; hầu hết trong số đó là rêu và địa y, nhưng cũng có hai loài thực vật có hoa: sợi tóc Nam Cực và ngọc trai Nam Cực.

### Động vật hoang dã
Nhiều loài chim, bao gồm bảy loài chim cánh cụt sinh sản ở Lãnh thổ châu Nam Cực thuộc Anh. Lãnh thổ châu Nam Cực thuộc Anh cũng là nơi sinh sống của sáu loài hải cẩu.

## Quản lý
Lãnh thổ châu Nam Cực thuộc Anh được quản lý bởi Văn phòng Đối ngoại và Thịnh vượng chung (FCO). Một Ủy viên được bổ nhiệm và luôn là Giám đốc của Ban Giám đốc Lãnh thổ Hải ngoại của FCO.
Vùng lãnh thổ này có một bộ đầy đủ các luật và ban quản lý pháp lý và bưu chính. Với các quy định của Hệ thống Hiệp ước Nam Cực, Lãnh thổ không thi hành luật pháp đối với các quốc gia nước ngoài duy trì các cơ sở khoa học trong Lãnh thổ. Ban quản lý phải tự tài trợ, với thu nhập từ việc bán tem bưu chính và thuế thu nhập.

## Trạm nghiên cứu

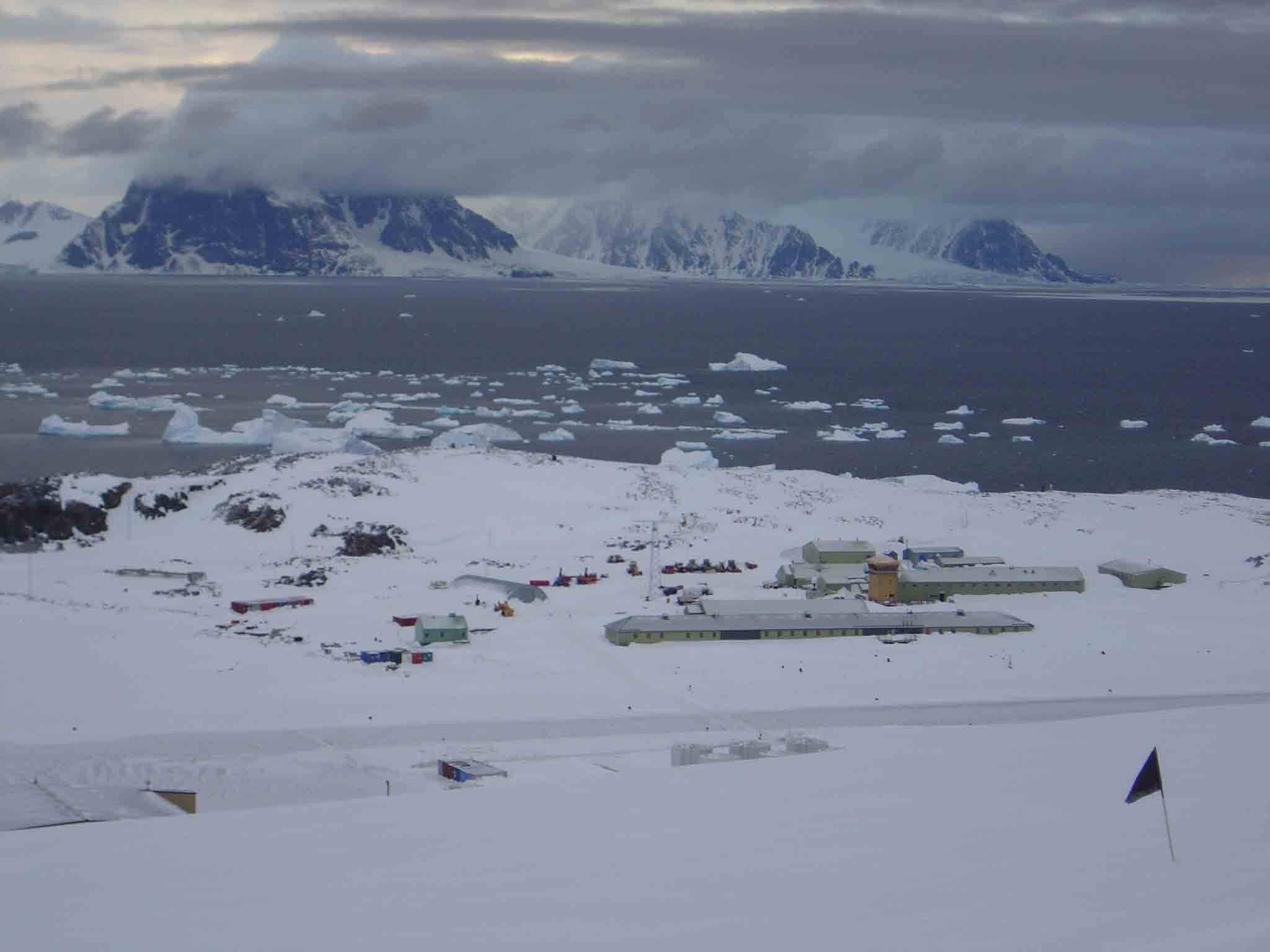
Trạm nghiên cứu Rothera

Tổ chức Khảo sát Nam Cực của Anh có hai trạm nghiên cứu có nhân viên thường trực tại vùng Lãnh thổ này:
- Halley
- Rothera

Signy được vận hành từ năm 1947 đến năm 1996 và hiện chỉ có nhân viên vào mùa hè. Ngoài ra còn có hai trạm điều hành chuyển tiếp chỉ hoạt động vào mùa hè tại Fossil Bluff và Sky Blu.
Trạm nghiên cứu Faraday được duy trì cho đến năm 1996, khi nó được bán cho Ukraina và đổi tên thành Trạm Vernadsky.
Từ năm 1996, căn cứ lịch sử tại Port Lockroy trên đảo Goudier đã được sử dụng làm nơi làm việc bởi Ủy ban Di sản Châu Nam Cực của Anh Quốc trong mùa hè. Đón khoảng 10.000 khách mỗi năm, đây là một trong những địa điểm được ghé thăm nhất trên lục địa. Du khách có thể tham quan bảo tàng, mua quà lưu niệm, gửi thư và xem bầy Chim cánh cụt Gentoo lớn.
Sự hiện diện của Argentina trong vùng lãnh thổ này bắt nguồn từ việc thành lập Căn cứ Orcadas, Quần đảo Nam Orkney, vào năm 1903.
Một số quốc gia khác duy trì các căn cứ trên lãnh thổ, nhiều trong số đó nằm ở Quần đảo Nam Shetland.

## Tem bưu chính và tiền xu
Mặc dù thiếu cư dân thường trú, Lãnh thổ châu Nam Cực thuộc Anh phát hành tem bưu chính của riêng mình. Trong khi một số thực sự được sử dụng bởi khách du lịch và các nhà khoa học thường trú, phần lớn được bán ra nước ngoài cho các nhà sưu tập. Bản đầu tiên được xuất ra vào năm 1963, một bộ khắc với 15 giá trị từ ½d đến một bảng, có chân dung Nữ hoàng Elizabeth nhìn ra nhiều cảnh hoạt động khác nhau của con người ở Nam Cực. Một số bản bổ sung trong thập niên 1960 đã được xuất ra, sau đó là bản thập phân hóa năm 1971 được sản xuất bằng cách in đè lên tem 1963.
Vào năm 2008 & 2009, là một phần của lễ kỷ niệm trăm năm yêu sách lãnh thổ của Anh năm 1908, Lãnh thổ Nam Cực thuộc Anh đã phát hành đồng tiền hợp pháp chính thức đầu tiên.